# Sclerodermataceae
Las Sclerodermataceae son una familia de hongos del orden Boletales, que contiene varios géneros de hongos inusuales que poco se parecen a los boletes. Los taxones, que incluyen especies comúnmente conocidas como "puffballs de piel dura", "bolas de tierra" o "estrellas terrestres", están muy extendidos en las regiones templadas y tropicales. Los miembros más conocidos incluyen el globo terráqueo Scleroderma citrinum, el hongo colorante Pisolithus tinctorius y los "mocosos" del género Calostoma.

## Descripción
Los cuerpos frutales son en su mayoría epígeos (sobre el suelo), raramente hipogeos (subterráneos), de forma más o menos esférica, sin tallo o con un tallo irregular similar a la raíz. El peridium (pared externa) es en su mayoría simple, raramente de 2 capas, firme, raramente delgado, membranoso, se abre de forma irregular o en los lóbulos o en descomposición, lo que revela la gleba. La gleba típicamente tiene sectores con basidios marcadamente definidos, que están separados entre sí por venas estériles, y en los que los basidios se diseminan regularmente a través del tejido. La gleba, que es marrón o blanca en especímenes jóvenes, se torna de color púrpura oscuro a púrpura pardusco en edad, y se desmenuza hasta convertirse en polvo de esporas y tejidos que se desintegran en la madurez. Los basidios son aproximadamente clavados (en forma de maza). Las esporas son marrones, de forma aproximadamente esférica, de paredes gruesas, con espinas o verrugas, o con una apariencia de red. Las esporas son propagadas por el viento, por los depredadores, o son arrastradas al suelo por el agua de lluvia.

## Hábitat
Los taxones se encuentran creciendo en el suelo o asociados con madera podrida, y son en su mayoría ectomicorrizas con plantas leñosas.

## Géneros
- Calostoma - "prettymouths"
- Chlorogaster[4]
- Favillea
- Horakiella
- Pisolithus - incluyendo P. tinctorius (bola de puff)
- Scleroderma - "bolas de tierra" - incluye S. verrucosum (Bull.) Pers., boleto de ciervo[5]

Los géneros Pisolithus, Scleroderma y Calostoma se sabe que son ectomicorrizas.

## Taxonomía
El análisis filogenético coloca a las Sclerodermataceae en el clado Bolete. Un análisis más antiguo sugiere que las Sclerodermataceas (incluidos los géneros Scleroderma y Veligaster), Pisolithaceae (Pisolithus), Astraeaceae (Astraeus), Calostomataceae (Calostoma) y las nuevas familias Gyroporaceae (Gyroporus) y Boletinellaceae (Boletinellus y Phlebopus) deberían formar un nuevo suborden, el Sclerodermatineae.

## Galería

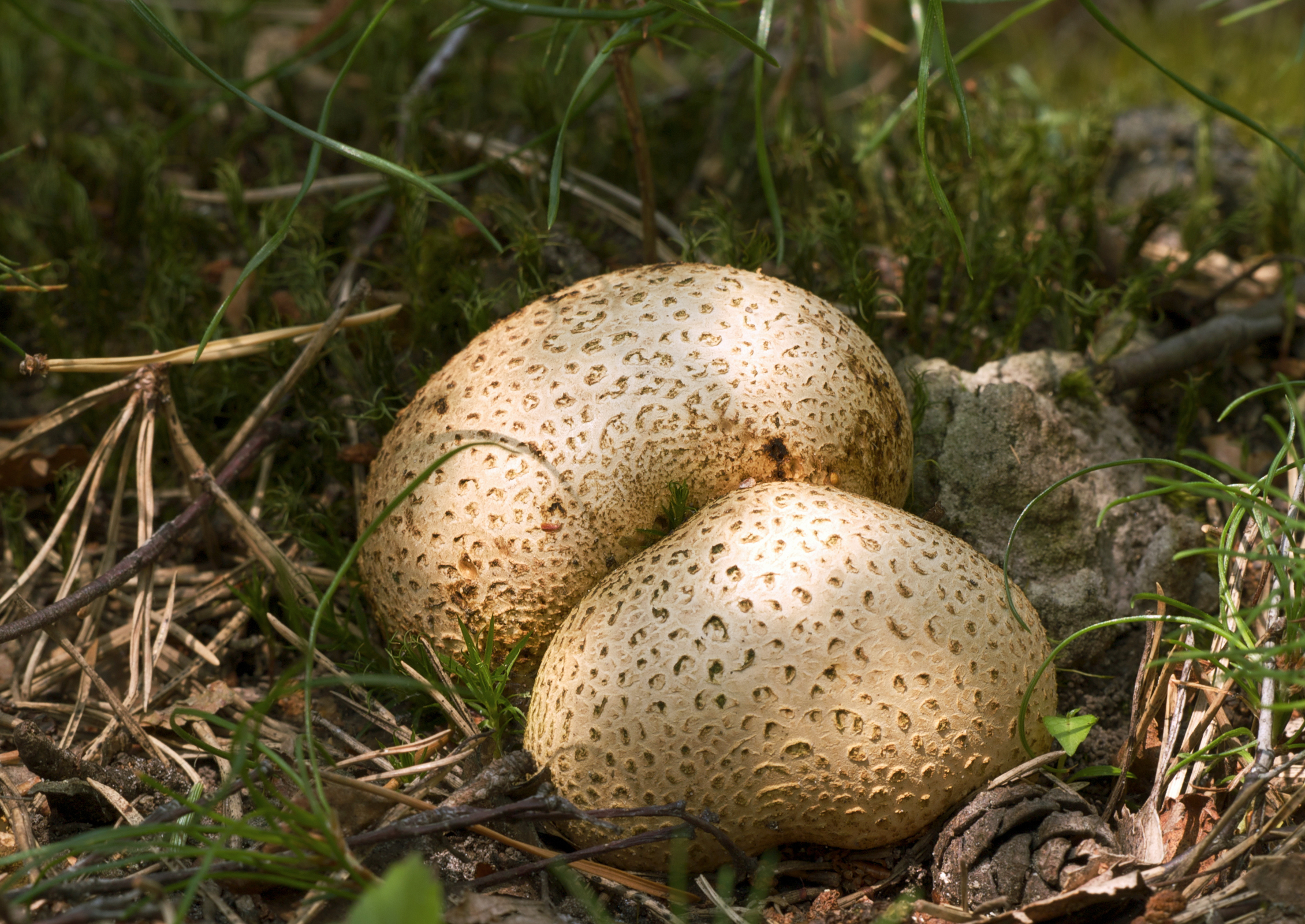
Scleroderma citrinum
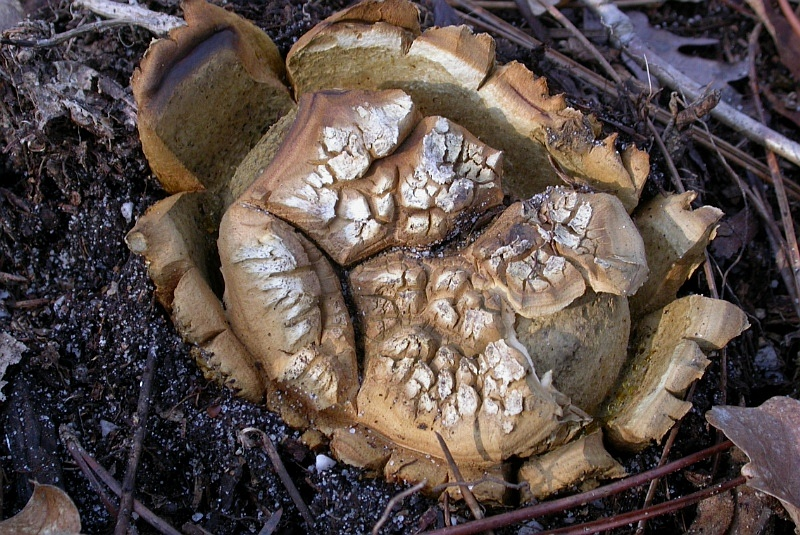
Scleroderma geaster
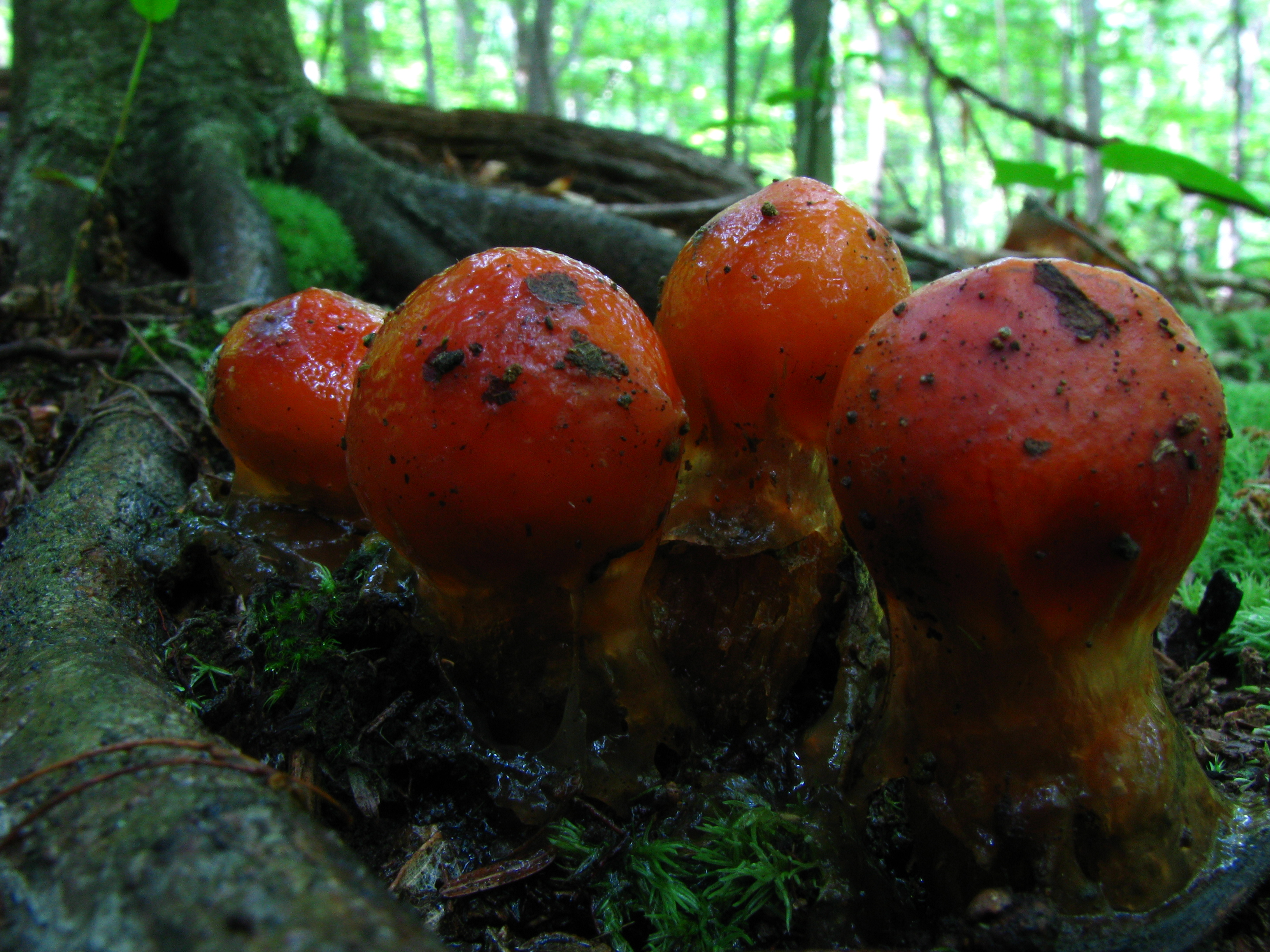
Calostoma cinnabarina
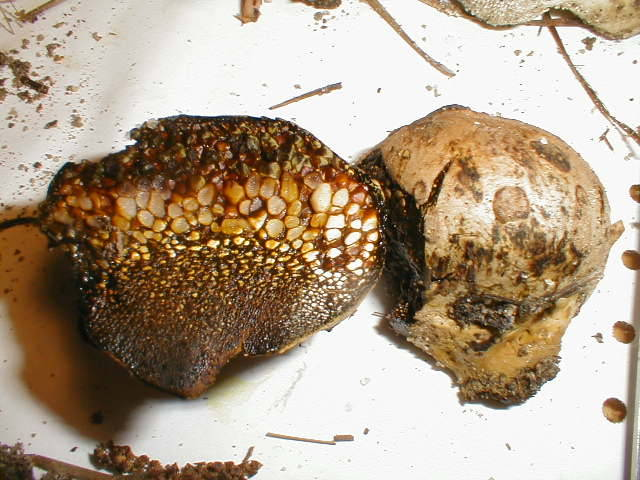
Pisolithus arrhizus